# (13463) Antiphos
(13463) Antiphos, désignation internationale (13463) Antiphos, est un astéroïde troyen jovien.

## Description
(13463) Antiphos est un astéroïde troyen jovien, camp grec, c'est-à-dire situé au point de Lagrange L4 du système Soleil-Jupiter. Il présente une orbite caractérisée par un demi-grand axe de 5,177 UA, une excentricité de 0,007 et une inclinaison de 10,5° par rapport à l'écliptique.
Il est nommé en référence au personnage de la mythologie grecque Antiphos, acteur du conflit légendaire de la guerre de Troie.

## Compléments